# Hector Sam
Hector McLeod Sam (ur. 25 lutego 1978 w Mount Hope) – trynidadzko-tobagijski piłkarz występujący na pozycji napastnika.
Wraz z zespołem San Juan Jabloteh dwukrotnie zdobył Puchar Trynidadu i Tobago (1998, 2011).
W reprezentacji Trynidadu i Tobago zadebiutował 6 maja 1999 w wygranym 2:0 towarzyskim meczu z Południową Afryką, a 31 maja 2003 w zremisowanym 1:1 towarzyskim pojedynku z Kenią strzelił swojego pierwszego gola w kadrze. W latach 1999–2005 w drużynie narodowej rozegrał 20 spotkań i zdobył dwie bramki.

## Statystyki ligowe
| Rozgrywki                 | Kluby                          | Poziom | Kraj   | Mecze | Gole |
| ------------------------- | ------------------------------ | ------ | ------ | ----- | ---- |
| Division Two League One   | Wrexham, Port Vale             | III    | Anglia | 128   | 30   |
| Division Three League Two | Wrexham, Walsall, Notts County | IV     | Anglia | 88    | 13   |